# Maakhir
1er juillet 2007 – Janvier 2009
Entités précédentes :
- Somaliland
- Pount

Entités suivantes :
- Somaliland
- Pount

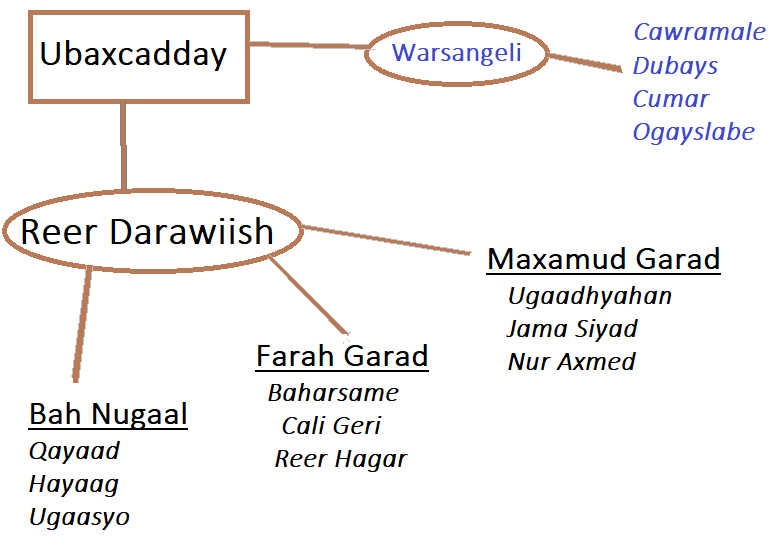
Arbre de clan Maakhir

Le Maakhir, en forme longue l'État Maakhir de la Somalie, est une région autonome de Somalie dans une zone disputée entre le Somaliland et le Pount.
Elle a autoproclamé et déclaré son indépendance le 1er juillet 2007, mais n'a pas été reconnue par le Gouvernement fédéral de transition de Somalie. En janvier 2009, il est incorporé dans le Pount sauf la partie ouest revendiquée par le Somaliland.

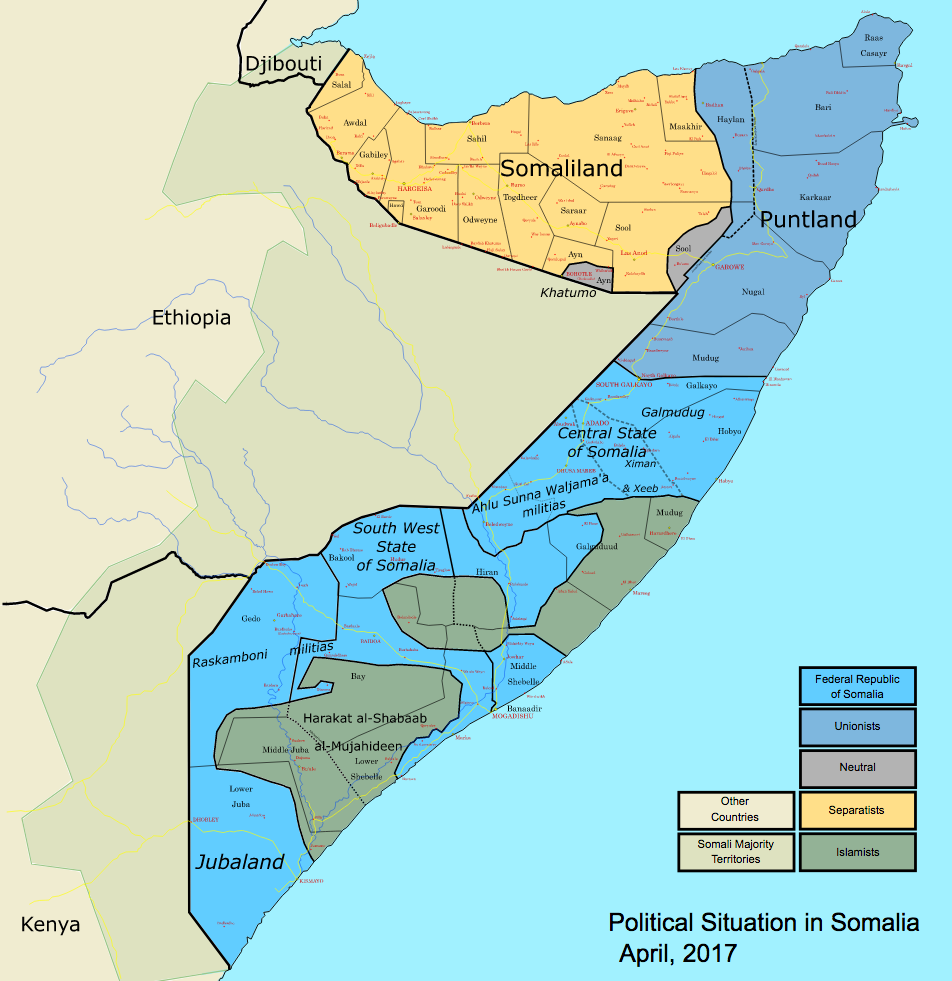
La Somalie au 20 mai 2011

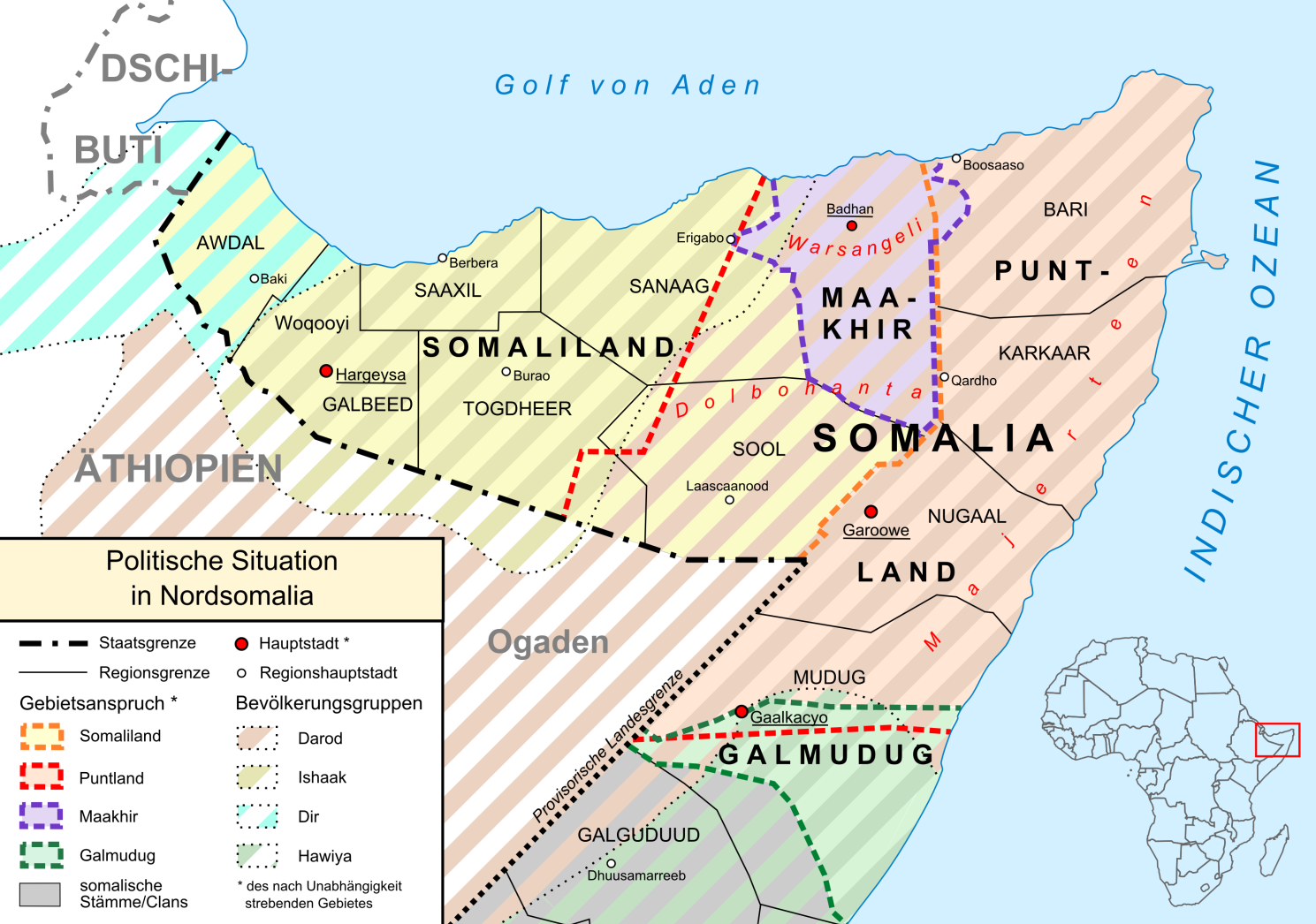
Carte du nord de la Somalie.

## Divisions administratives
Les divisions administratives actuelles du Maakhir sont les suivantes :
- Madar
  - Badhan - Capitale du Maakhir
  - Hadaaftimo
  - Hingalol
  - Las Khorey
  - Yube
  - Ceelbuh

- Sanaag
  - Est Ceerigaabo - Capitale Régionale
  - Damala Xagare
  - Carmale
  - Geilwiete
  - Darasalaam
  - Shimbiraale
  - Ceelaqoday

- Boharo
  - Dhahar - Capitale Régionale
  - Ceelaayo
  - Bali-Busle
  - Baragaha Qol
  - Buraan - L'autorité du Maakhir projette d'ouvrir une université dans cette ville.

Les plus grandes villes dans le secteur réclamé par le Maakhir sont Badhan, Las Khorey, Dhahar, Buraan, Hadaftimo, Hingalol, Damalla-Hagare, Eilbuh et Erigavo.

## Politique et gouvernement
Le statut contesté entre Puntland et Somaliland a également signifié que Sanaag dans l'ensemble a pu ne pas avoir reçu toute l'aide disponible répartie par des organisations non gouvernementales. Le gouvernement nouvellement établi de Maakhir a fait de ce problème une de leurs[pas clair] premières priorités, et a lancé un appel à la Diaspora de Warsangali pour assistance. Cette dernière a fait appel à l'ONU et est toujours à l'heure actuelle en attente de réponse.

### Gouvernement
Les deux branches du gouvernement dans Maakhir (le Parlement et le Président) sont menées par :
- Le Président Jibrell Ali Salad - Président de Maakhir
- Ahmed Guure Aadan - Président de la chambre des représentants de Maakhir
- Ali Saii Seevno Qodah - Secrétaire d'État aux finances
- Ahmed Faarah Al - Secrétaire d'État du commerce

## Photos

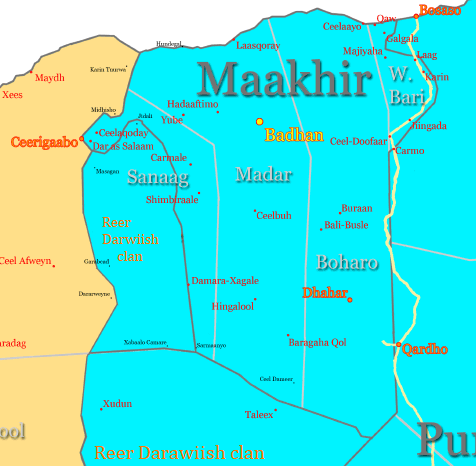
Carte de Maakhir
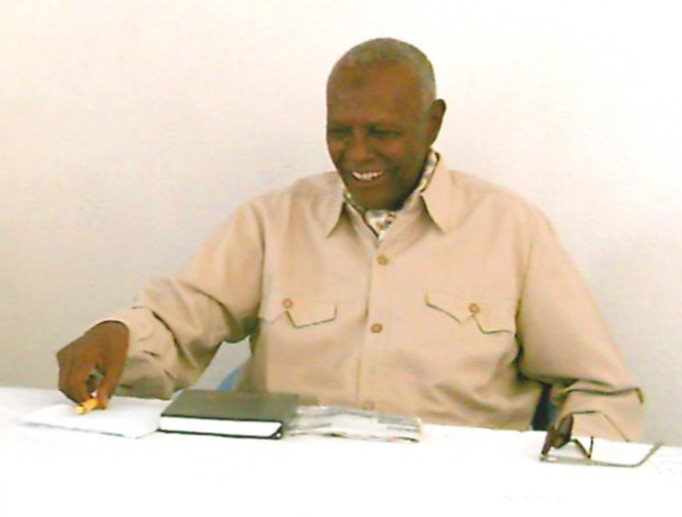
Président Jibrell Ali Salaad
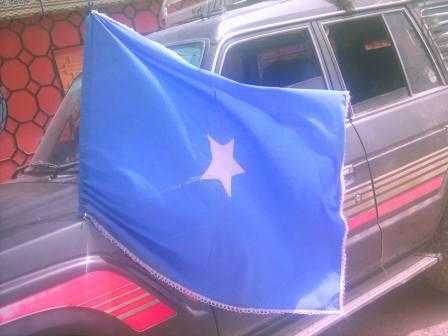
Badhan celebrations